# Asamblea Nacional de Prusia
La Asamblea Nacional de Prusia (en alemán: Preußische Nationalversammlung) nació después de la revolución de 1848 y se encargó de redactar una constitución de Prusia, redactada por Federico Guillermo IV. Se reunió por primera vez en el edificio de la Sing-Akademie zu Berlin (más tarde el Teatro Maxim Gorki). El 5 de noviembre de 1848 el Gobierno ordenó la expulsión de la Asamblea Nacional Prusiana a Brandenburg an der Havel y el 5 de diciembre de 1848 fue disuelta por decreto real.

## Elecciones y tarea de la Asamblea Nacional
El objetivo principal del rey Federico Guillermo IV y el Ministerio de la Marcha liberal bajo Ludolf Camphausen al convocar elecciones a la Asamblea Nacional era conducir el movimiento revolucionario, a menudo espontáneo e impredecible, hacia canales controlables mediante la legalización. La Asamblea Unida reconvocada decidió un "acuerdo [del parlamento con el rey] de la constitución prusiana" como objetivo de la próxima Asamblea Nacional. Esto prohibía así expresamente un proyecto independiente por parte del Parlamento.
La ley electoral preveía el sufragio universal, igual e indirecto. Tenían derecho a voto todos los hombres mayores de 24 años que hubieran vivido en su lugar de residencia por más de seis meses y no recibieran ayuda económica. Ningún estado alemán más grande tenía una franquicia electoral tan amplia como Prusia. Las elecciones primarias tuvieron lugar el 1 de mayo de 1848 (al mismo tiempo que las de la Asamblea Nacional Alemana). Los electores así determinados decidieron la composición del parlamento el 8 y 10 de mayo de 1848.